# Kuznjacova
Kuznjacova (in bielorusso Кузняцо́ва?; in russo Кузнецово?, Kuznecovo) è un centro abitato della Bielorussia.